# Staatliche Universität Schirak

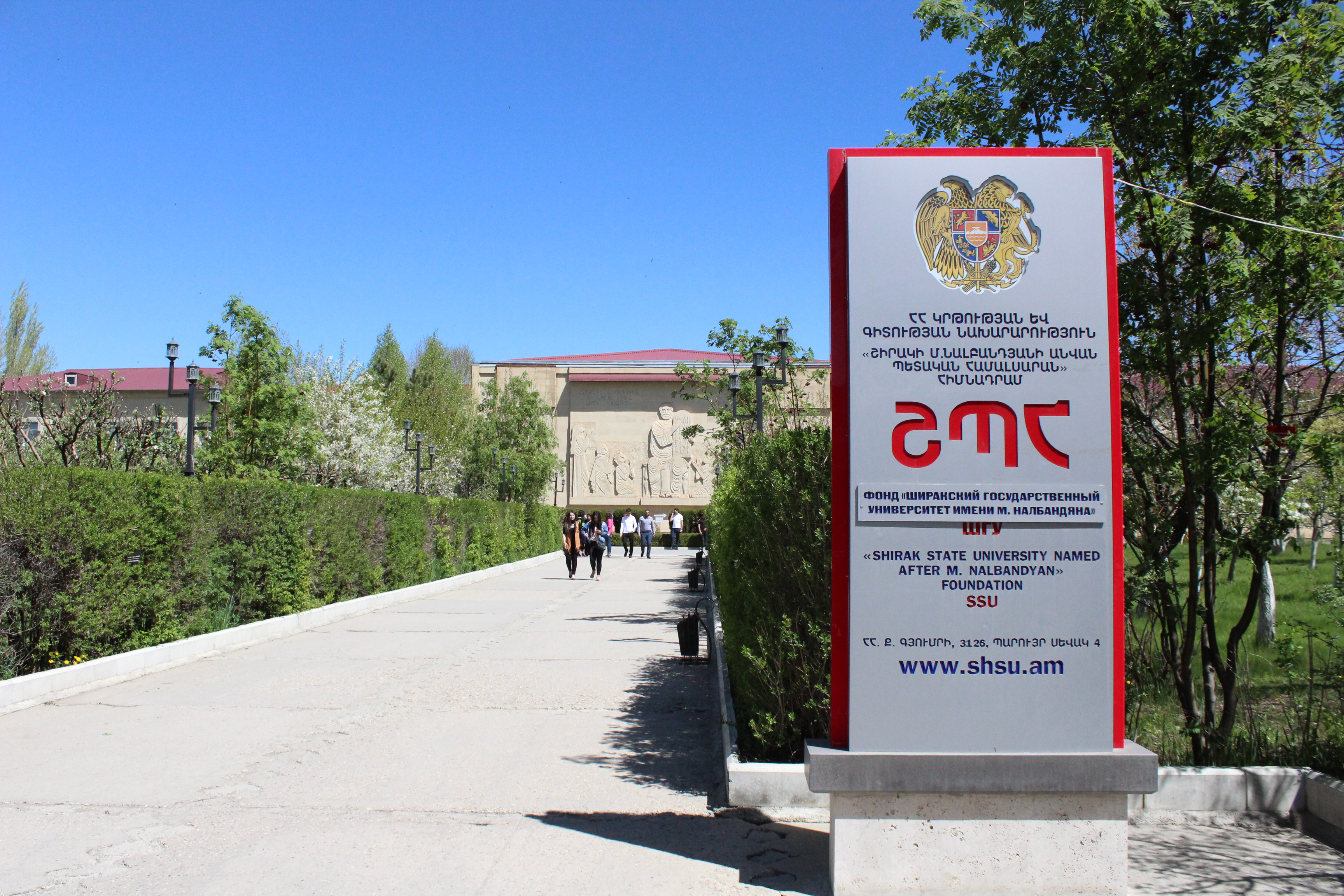

Die Staatliche Universität Schirak (armenisch Շիրակի Մ. Նալբանդյանի անվան պետական համալսարան) ist eine staatlich getragene Universität mit Sitz in Gjumri in der Provinz Schirak der Republik Armenien. Gegründet wurde die Universität im Jahr 1934 und ist nach Mikael Nalbandian benannt.

## Fakultäten
Die Universität verfügt (Stand 2019) über folgende Fakultäten:
- Fakultät für Physik, Mathematik und Wirtschaft
- Fakultät für Geschichte und Philologie
- Fakultät für Biologie und Geographie
- Fakultät für Fremdsprachen
- Fakultät für Pädagogik
- Fakultät für Sportlehre und vorbereitende militärische Ausbildung
- Fakultät für Philosophie und Sozialwissenschaften